# Tede
Tede, również TDF, Fiodor, Jaca oraz DJ Buhh, właśc. Jacek Maciej Szymon Graniecki (ur. 24 lipca 1976 w Warszawie) – polski raper, autor tekstów, producent muzyczny, freestyle’owiec, przedsiębiorca, osobowość medialna, prezenter telewizyjny, bloger i aktor niezawodowy, członek licznych projektów muzycznych, jak Trzyha/Warszafski Deszcz, czy Gib Gibon Skład, prowadzi również solową działalność artystyczną. Właściciel wytwórni Wielkie Joł oraz przedsiębiorstw odzieżowych PLNY Textylia i Trykot TDK Sp. z o.o. Jego albumy rozeszły się w ponad 300 tysięcy egzemplarzy, zaś sam artysta został pięć razy nominowany do Fryderyka. Na początku kariery uważany bywał za najlepszego rapera w Polsce. Jako raper ustanowił rekord i wraz z Peją stał się artystą z największą liczbą albumów w historii, które zadebiutowały na Polskiej liście przebojów – OLiS.
W 2011 został sklasyfikowany na 3. miejscu listy 30 najlepszych polskich raperów według magazynu „Machina”. Rok później znalazł się na 3. miejscu analogicznej listy opublikowanej przez serwis Porcys.
Współpracował z wykonawcami takimi, jak Natalia Kukulska, Zdzisława Sośnicka, Ewa Farna, Kombi, Patricia Kazadi, O.S.T.R., czy Pezet.
Prowadził program o motoryzacji Operacja Tuning w TVN Turbo oraz rozrywkowy Bezele w VIVA Polska. W 2017 jego mixtape Volumin IV: Pierdolę Was został uznany za najdroższą polską rapową płytę w sprzedaży wtórnej W 2016 roku został nagrodzony statuetką Złotej Felgi za całokształt twórczości w polskim hip-hopie.

## Wczesne lata życia
Jacek Maciej Szymon Graniecki urodził się 24 lipca 1976 roku w Warszawie w Szpitalu Bielańskim, dorastał na osiedlu Służew nad Dolinką. Ojcem rapera jest Maciej Graniecki, urzędnik państwowy. Raper w liceum zaczął pisać swoje pierwsze teksty. Tam poznał również Kosiego z grupy JWP, od którego to usłyszał pierwszy raz nagrania hip-hopowe. Tede w swoich pierwszych nagraniach inspirował się amerykańskim raperem Jay-Z, zaś jego idolem był Wojciech Młynarski, którego wspólnie słuchał z rodzicami.

## Kariera muzyczna

### 1994–2000: Początki kariery, Warszafski Deszcz
Prawdziwą działalność artystyczną Graniecki rozpoczął około 1994 roku w warszawskim zespole 1 Killa Hertz, do którego został zaproszony przez jego założycieli Sebastiana Imbierowicza znanego jako DJ 600V i Mariusza Sobolewskiego znanego wówczas jako DJ JanMarian. Zespół nagrał kilka kompozycji, z czego tylko dwie zostały wydane. Pierwszy utwór „Wyłącz mikrofon” został wydany na kompilacji SP Records w 1996 roku, drugi „1kHz” ukazał się na kompilacji Smak B.E.A.T. Records w 1997 roku. Jeszcze w 1996 roku grupę opuścił DJ 600V, zastąpił go Jakub Sawicki występujący pod pseudonimem Ceube. Zmianie ulegała również nazwa zespołu na Trzyha, która stanowiła skrót od hardcore hip-hop. W 1997 roku muzycy nagrali album pt. Wuwua wydany nakładem własnym. Pojedyncze utwory formacji zostały wydane ponadto na kompilacjach Wspólna Scena, Znasz zasady oraz Smak B.E.A.T. Records. W 1998 roku grupę opuścił Ceube, którego zastąpił Michał Witak znany jako Numer Raz. Raper wcześniej związany był z grupami Nr 1 i Nr 0. Po raz kolejny zmianie uległa również nazwa zespołu, tym razem na Warszafski Deszcz. 5 stycznia 1999 roku nakładem R.R.X. został wydany debiut grupy pt. Nastukafszy.... Album cieszył się sporą popularnością sprzedając się w ilości 50 000 kopii.

### 2000–2001: DebiutanckiS.P.O.R.T.oraz Bitwa w Płocku
W 2000 roku Graniecki rozpoczął prace nad debiutanckim wydawnictwem. W 2001 ukazał się jego pierwszy singel, „Wyścig szczurów” promujący solowy album. 5 czerwca premierę miał album pt. S.P.O.R.T., który ukazał się nakładem R.R.X. Gościnnie w nagraniach wzięli udział m.in. Tomasz „Borixon” Borycki znany z występów w grupie Wzgórze Ya-Pa 3, który rapował w utworze „Baunsuj ze mną” oraz duet WSZ & CNE, który wystąpił w kompozycji „A pamiętasz jak...”. Wydawnictwo zadebiutowało na 29. miejscu listy OLiS w Polsce. Promujący płytę singel pt. „Wyścig szczurów” został pobrany 500 tys. razy z platformy muzycznej portalu Wirtualna Polska. Piosenka trafiła także na listę „120 najważniejszych polskich utworów hip-hopowych” według serwisu T-Mobile Music. Z kolei sam album znalazł na 26. miejscu listy „120 najważniejszych albumów polskiego hip-hopu” także według serwisu T-Mobile Music.
We wrześniu 2001 roku w Płocku odbyła się walka freestylowa nazwana bitwą płocką. Bitwę zapoczątkował diss na rapera Eldo. Początkowo bitwa miała odbyć się w warszawski klubie Harenda, ale obrońcy tytułu nie stawili się na niej. Naprzeciw siebie stanęli obrońcy tytułu (m.in. Pezet, Eldo, Noon, Aes, Dizkre) oraz Gib-Gibon Skład (m.in. Borixon, WSZ, CNE), choć w walce wystąpili tylko Pezet, Eldo, Tede, WSZ i CNE. Przed walką odbył się również wywiad z raperami Fokusem i Rahimem, doszło również do sprzeczki między Eldo a WSZ. Ostateczny wynik to wygrana Gib-Gibon składu, przez zrezygnowanie Eldo w trakcie walki. Sam raper przyznał się do porażki. Wydarzenie było transmitowane na kanale telewizyjnym Viva Polska.

### 2001–2005:Hajs, Hajs HajsiNotes
31 stycznia 2003 nakładem należącej do Tedego wytwórni ukazał się jego album pt. 3h hajs, hajs, hajs. W ramach promocji wydawnictwa zostały zrealizowane teledyski do utworów „Pili gin”, „Zeszyt rymów” i „Wielkie Joł”. Gościnnie na płycie wystąpił zespół Sistars, CNE i HST. Nagrania dotarły do 5. miejsca listy OLiS. Nagrania były promowane teledyskami do utworów „Pili gin”, „Zeszyt rymów” i „Wielkie Joł”. Album uzyskał nominację do nagrody polskiego przemysłu fonograficznego Fryderyka w kategorii „najlepszy album hip-hop”. Natomiast pochodzący z płyty utwór pt. „Wielkie Joł” uzyskał w 2010 roku nominację do nagrody Viva Comet w kategorii Przebój 10-lecia. Utwór również trafił na listę „100 klipów które wstrząsnęło Vivą” sklasyfikowany na 69. miejscu. Również w 2003 roku Graniecki pod pseudonimem DJ Buhh nagrał dwa nielegale pt. Volumin I: Hałas i Volumin II: George W. Buhh dostępne bezpłatnie w formie digital download na oficjalnej stronie internetowej wytwórni Wielkie Joł. Następnie raper wystąpił gościnnie na płycie popowej wokalistki Natalii Kukulskiej w utworze pt. „Kamienie”. Kompozycja została negatywnie przyjęta przez fanów rapera zarzucających mu komercjalizację.
6 maja 2004 ukazał się trzeci album solowy Tedego pt. Notes. Na płycie ukazał się m.in. utwór „Jak żyć”, zawierający sample partii wokalnych Zdzisławy Sośnickiej. Ponadto w nagraniach gościnnie wzięli udział Kiełbasa, Kołcz, Numer Raz i WSZ & CNE. Również w 2004 roku Graniecki rozpoczął współpracę ze stacją telewizyjną VIVA, która zaproponowała raperowi prowadzenie programu Bezele. Produkcja ta łączyła elementy satyry, talk-show i programu muzycznego. Następnie ukazał się trzeci nielegal pod pseudonimem Dj Buhh pt. Volumin III: Buhhmacher, zawierający kompozycje, które nie ukazały się na poprzednich wydawnictwach Tedego oraz nagrane gościnnie zwrotki. W 2005 roku Tede wystąpił gościnnie na albumie rapera DonGURALesko pt. Drewnianej małpy rock w utworze pt. „Liryczny wandal”. Kolejne występy gościnne Tedego to „Mówi mówi” na płycie Dread za dreadem grupy Dreadsquad i „No witam!” na płycie duetu WSZ & CNE pt. Jeszcze raz. Również w 2005 roku została zakończona emisja programu Bezele na antenie telewizji VIVA. Raper wystąpił również w serialu telewizji TVN Kryminalni.

### 2005–2007:Esende Mylffonoraz konflikt z Płomień 81

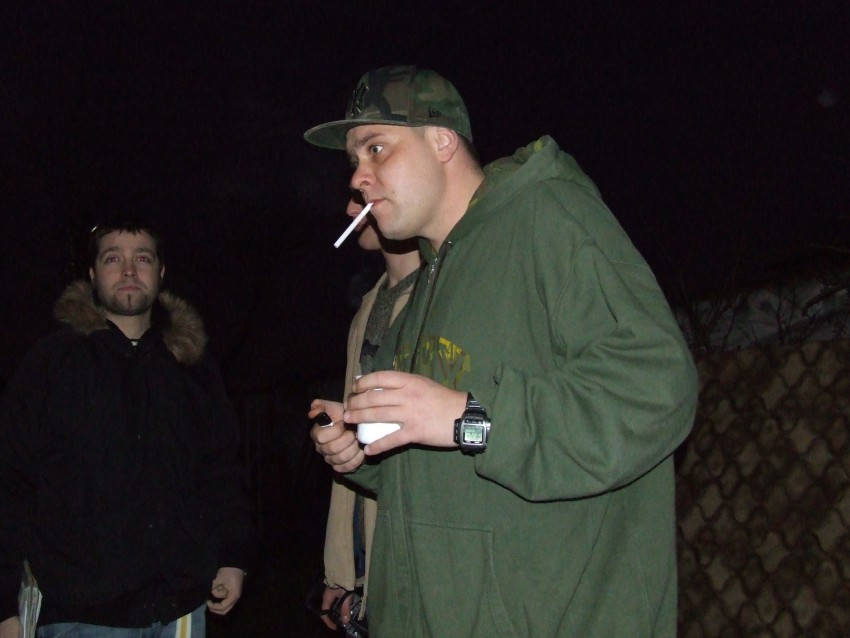
Jacek „Tede” Graniecki na planie teledysku do utworu „Glokk” w 2006 roku

Beef zapoczątkowała grupa Płomień 81 utworem „Co jest”, który ukazał się w październiku 2005, odebrany przez Tedego jako diss. Utworem pt. „Zamknij pysk” z albumu Esende Mylffon odpowiedział Tede. Wkrótce potem członkowie grupy Płomień 81 – Onar i Pezet nagrali diss skierowany w stronę rapera pt. „Kiedy powiem na osiedlu”. Tego samego dnia Tede udostępnił w internecie diss pt. „Sześćdziesiątkaósemka”, w którym odpiera zarzuty zespołu Płomień 81. Nowator zaatakował Tedego utworem „Usiądź jak stoisz”, gdyż wielokrotnie wypowiadał się negatywnie na jego temat w programie radiowym RapGra. Tede w odpowiedzi opublikował utwór pt. „Sześćdziesiątkadziewiątka”, wyprodukowany przez Matheo. Nazajutrz Nowator nagrał nowy utwór pt. „Przed czasem”. 8 lipca 2006 ukazała się odpowiedź grupy Płomień 81 o tytule „Knebel w pysk”. 13 lipca 2006 Tede odpowiedział na diss utworem „3 korony”, który słowami „Kto wygrał beef? Tede, Pezet czy Onar? Wygrał hip-hop jak mawiał Hirek Wrona” które wydawały się kończyć beef.

22 czerwca 2006 Tede wydał swój czwarty album pt. Esende Mylffon. Nagrania wyprodukowane przez Mateusza „Matheo” Schmidta uplasowały się na 15. miejscu najpopularniejszych płyt w Polsce. Wydawnictwo poprzedziło cyfrowe wydanie płyty pt. Esende Mylffon Hałas. W międzyczasie po zakończonej w rok wcześniej emisji programu Bezele stacja telewizyjna 4fun.tv rozpoczęła emisję programu o podobnej formule pt. Parszywa 13, którego prowadzenia Tede podjął się wraz Kołczem. Następnie raper wystąpił gościnnie po raz drugi na płycie producenta muzycznego IGS pt. Garaże w kompozycjach „Lubię dobre (wersja oryginalna)” i „Alchemia (wolny styl)”.

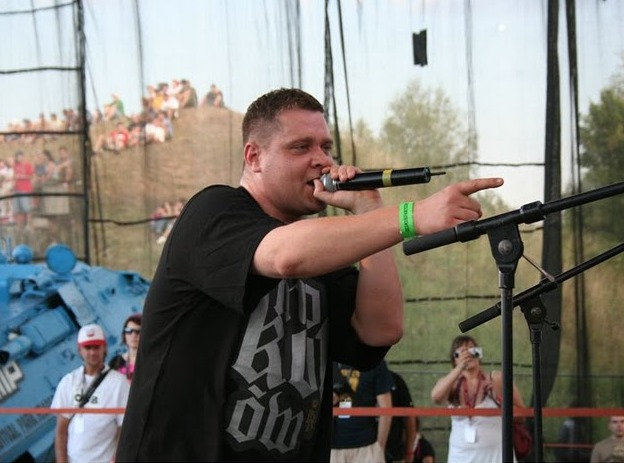
Jacek „Tede” Graniecki podczas koncertu, 2007

6 października 2007 Tede zaprezentował film pt. Mordo ty moja, w którym poinformował o nagraniu odpowiedzi na utwór Onara pt. „Śliski parkiet”, umieszczonego na albumie Onara pt. Pod prąd z 1 października 2007. 13 października 2007 na stronach wytwórni Wielkie Joł ukazał się utwór „Mordo ty moja” jako kontynuacja odpowiedzi na utwór „Śliski parkiet” Onara. Wkrótce potem na stronach portalu hip-hop.pl Onar udostępnił utwór pt. „Teraz ty jesteś pragnienie”. 22 stycznia 2008 Tede umieścił w internecie swój czwarty nielegal Volumin IV: Pierdolę Was, na którym umieścił kolejne dissy na Onara pod tytułem „Olej Onara” i „Zwiidy”. W odpowiedzi zespół Płomień 81 nagrał utwór „Tam się kurwa patrz”. Według sondy przeprowadzonej na stronach portalu hip-hop.pl beef wygrał Onar. Diss utwór Tedego pt. „3 Korony” otrzymał 1. miejsce na liście 50 Najlepszych Polskich Dissów wg RealiasBlog oraz 10. miejsce w Rankingu dissów w polskim rapie według internetowego serwisu blaber.pl. Sam konflikt uplasował się na 3. miejscu listy 7 największych beefów w Polskim Hip-Hopie według internetowego serwisu newonce.net oraz na listę 10 najciekawszych beefów w historii polskiego rapu według serwisu muzyka.interia.pl.

### 2007–2010:Ścieżka dźwiękowa,Note2oraz konflikt z Peją
W 2007 rozpoczął współpracę z telewizją TVN Turbo, która zaoferowała raperowi prowadzenie programu pt. Operacja tuning. 10 grudnia wydał kolejny album jako DJ Buhh pt. American Mylffon. Również w 2007 wystąpił gościnnie na albumie producenckim duetu WhiteHouse pt. Kodex 3: Wyrok w kompozycji „Teoria fikcji”. Ponadto wystąpił w dubbingowej roli w animowanym filmie pt. Wojownicze Żółwie Ninja, w którym wcielił się w postać żółwia Michelangelo.

22 stycznia 2008 zostało wydane siódme wydawnictwo pod nazwą DJ Buhh pt. Volumin IV: Pierdolę Was. 19 czerwca wydał piąty album solowy pt. Ścieżka dźwiękowa. Gościnnie na wydawnictwie wystąpili CNE w utworze „F/S 360 Kickflip”, Natalia Kukulska w utworze „Modopolo” i Abel w kompozycji „Posłuchaj to tutaj” i „Dryń, dryń, dryń”. Tede natomiast wystąpił gościnnie na albumie producenckim Dariusza „DJ Decksa” Działka pt. Mixtape 4 oraz na płytach Hugo Toxx pt. Rok psa i Orion a James Cole pt. Orikoule. 

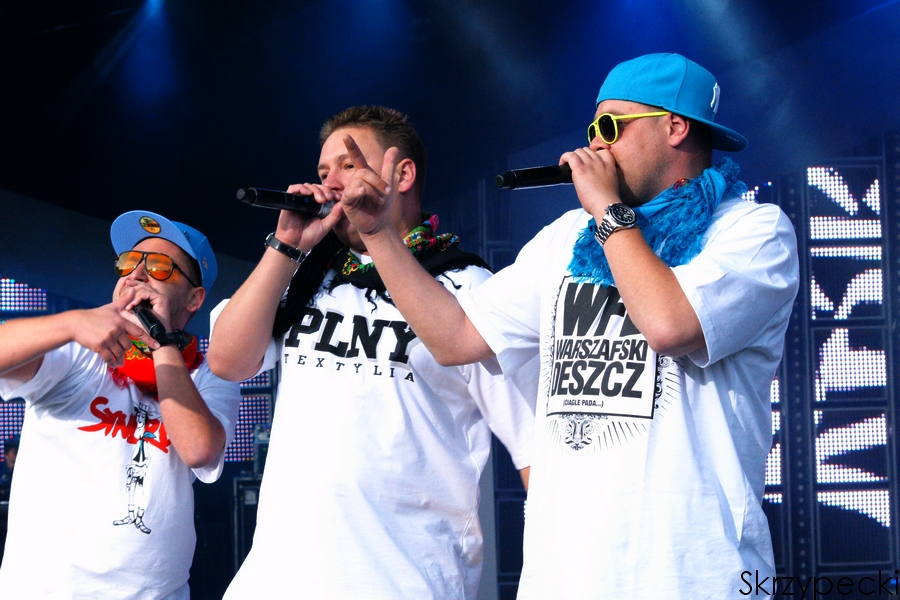
Jacek „Tede” Graniecki, 2009 (pierwszy z prawej)

10 września 2009 roku ukazał się szósty album solowy Granieckiego pt. Note2. Wydawnictwo dotarło do 3. miejsca listy sprzedaży OLiS w Polsce. Uzyskało ponadto status złotej płyty, sprzedając się w nakładzie 7,5 tys. egzemplarzy. 2 października tego samego roku ukazał się suplement do szóstej płyty rapera pt. Note2 Errata. Beef rozpoczęły się wydarzeniem z koncertu Peji Winobranie w Zielonej Górze 12 września 2009 roku, podczas którego nawoływał on swoich fanów do pobicia chłopaka pokazującego mu środkowy palec. Tede napisał na swoim prywatnym Facebooku: „Gratulacje Rysiu, naprawdę jestem kurwa dumny, że biorę udział w tym samym przedsięwzięciu pt. polski hip-hop. Żenada, kurwa”. Peja 26 września 2009 dissuje Tedego, freestyle’ując w warszawskim klubie Fonobar, a Tede w ramach odpowiedzi wydaje EP pt. Note2 Errata zawierającą 3 dissowe numery. 8 października 2009 roku Peja zmieścił na swoim kanale YouTube filmik, na którym odwołał koncert Tedego mający mieć miejsce 23 października w Warszawie, w klubie Fonobar, Tede nie zagrał także w poznańskim klubie Eskulap.
Tydzień po premierze Note2Errata, Peja odpowiedział mini-albumem Wszystko na mój koszt, gdzie znalazły się 3 dissy na rapera. W międzyczasie Tede udzielił kilkudziesięciominutowego wywiadu dla portalu CGM, gdzie wypowiedział się o swoich stosunkach z Peją. Peja ustosunkował się do udzielonego przez jego oponenta wywiadu w dwuutworowej EP-ce wydanej 13 października pt. Peja kontruje. 24 grudnia 2009 roku na rynku ukazuje się nagrany we współpracy z DJ Tuniziano i Sir Michem, mixtape A/H24N2, stanowiący kompilację dissów na Peję. Nakład krążka był limitowany i nabyć można go było wyłącznie kupując specjalną koszulkę Wielkie Joł w sklepie #XXIV na Warszawskim Mokotowie. Mixtape promowany był utworem „Rewolucja” z gościnnym udziałem Mroza.
W międzyczasie Tede skrytykował na prywatnym Facebooku trasę koncertową Liroya. Raper w ramach odpowiedzi zamieścił w internecie krótki filmik, na jakim naubliżał oponentowi. Raper odpowiedział oponentowi utworem „A.N.T.Y. II” też zamieszczonym na mixtape A/H24N2.
1 kwietnia 2010 premierę ma klip do zmontowanych ze sobą utworów „Frajerhejt 9.12” i „DTKJ” promujący album Czarny wrzesień z dissami na Tedego. 2 kwietnia miał premierę kolejny singiel zwiastujący album Czas hardcoru, który również jest dissem na oponenta. 6 kwietnia 2010 roku ukazał się album Czarny wrzesień, na którym znajdują się dissy wymierzone w Tedego. Konflikt znalazł się w liście 7 największych beefów w Polskim Hip-Hop, według serwisu internetowego newonce.net oraz na listę 10 najciekawszych beefów w historii polskiego rapu według serwisu muzyka.interia.pl.

### 2010–2013:FuckTede,Notes 3DiMefistotedes

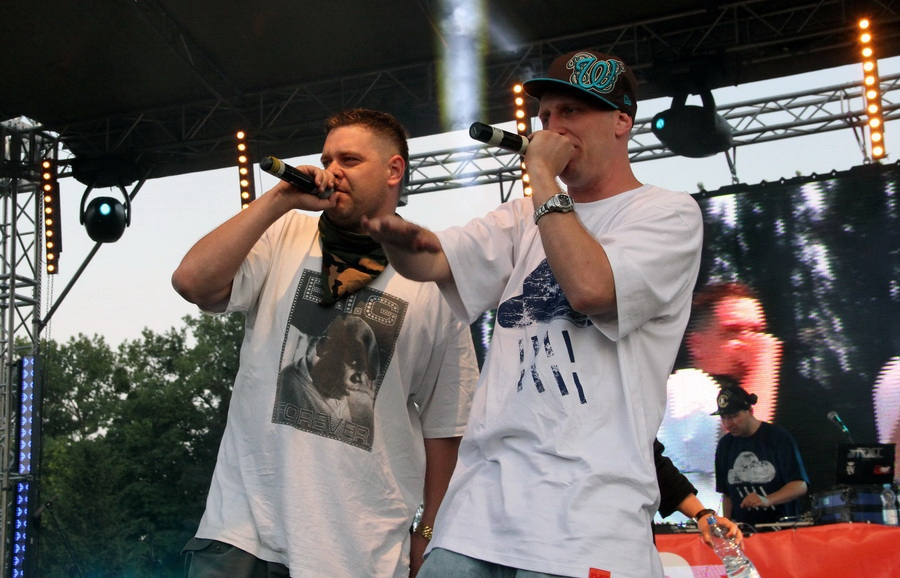
Jacek „Tede” Graniecki (pierwszy z lewej) wraz Michałem „Numer Raz” Witakiem jako Warszafski Deszcz, 2011

Siódma płyta Tedego pt. FuckTede/Glam Rap została wydana 24 czerwca 2010. Na dwupłytowym albumie wystąpili gościnnie m.in. Eldo, Pezet, Natalia Lesz i Molesta Ewenement. Wydawnictwo dotarło do 2. miejsca zestawienia OLiS, uzyskało także status złotej płyty. W ramach promocji do utworów „Dokąd idziesz Polsko”, „22 bccustom”, „Kalash”, „Glam rap” oraz „Imprezowy automat” zostały zrealizowane teledyski. 8 września 2010 roku płyta uzyskała w Polsce status złotej. W 2011 roku płyta uzyskała nominację do nagrody VIVA Comet w kategorii „album roku”. Płyta otrzymała ponadto nominację do Polskiej Rap Płyty Roku 2010 w plebiscycie audycji Polskiego Radia Szczecin – WuDoo oraz branżowego portalu Hip-hop.pl. Singiel „Kalash” został nominowany do Singla roku 2010 w plebiscycie WuDoo i Hip-hop.pl. Singiel „Dokąd idziesz Polsko?” uzyskał nominacje do nagrody Yacha w kategorii Innowacja. 9 grudnia ukazał się ósmy album rapera pt. Notes 3D. Nagrania uplasowały się 23. miejscu listy OLiS. Płyta była promowana teledyskiem do utworu „To jest mój rock” zrealizowany przez First Floor Studio. W 2011 roku raper rozpoczął współpracę ze stacją telewizyjną TVN, występując jako aktor w serialu „Wszyscy kochają Romana” transmitowanym w tej telewizji. Odcinki 1–4 miały premierę pomiędzy 2 a 23 września 2011, lecz ze względu na niesatysfakcjonującą oglądalność dalsza emisja serialu została zawieszona, a następnie wznowiona w 2012.

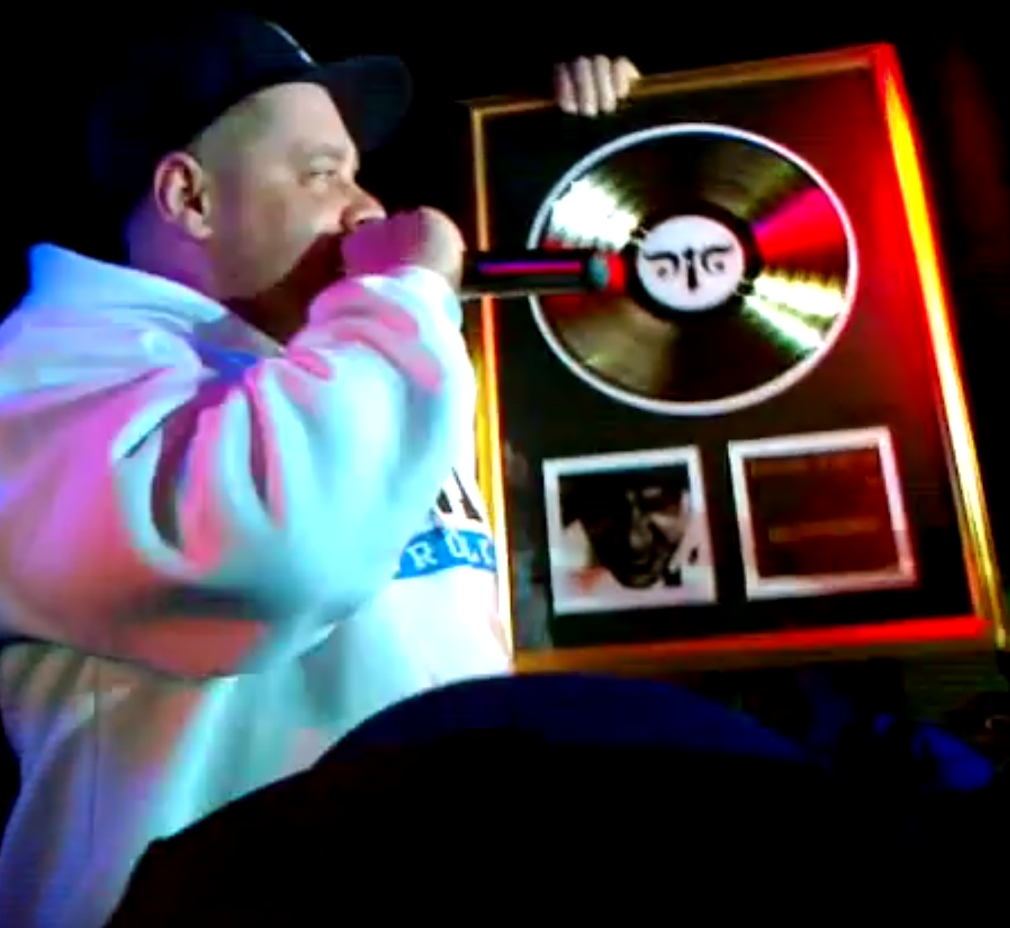
Tede odbierający złotą płytę za album Mefistotedes

22 marca 2012 wydał dziewiąty album solowy pt. Mefistotedes. Wydawnictwo promowane wideoklipami do utworów „Syn marnotrawny”, „Jestem z Polski”, „Rok '97 dobrze pamiętam” i „Dwadzieścia lat” uplasowało się na 3. miejscu najpopularniejszych płyt w Polsce. 1 marca 2013 roku ukazał się dodatek do płyty pt. Paffistotedes. Na albumie znalazły się zremiksowane wersje piosenek z albumu Mefistotedes w wykonaniu P.A.F.F.-a, a także nowe kompozycje. Materiał ukazał się w limitowanym nakładzie na płycie CD oraz w formie digital download. Płyta rozeszła się w nakładzie 7500 sztuk, zdobywając 18 kwietnia 2012 roku status złotej płyty.
W 2013 raz z raperem Dioxem oraz producentem Sir Michu zakłada zespół pod nazwą Potwierdzone Info i 14 października 2013 roku wydaje płytę Przypadek? niesondze. Nagrania dotarły do 5. miejsca zestawienia OLiS. W ramach promocji do pochodzących z płyty piosenek „Jestem stąd”, „Nowy rok” oraz „KiedyGietySą” zostały zrealizowane teledyski.

### 2013–2016:Elliminati,#kurt_rolsoniVanillahajs
11 sierpnia 2012 raper ogłosił za pośrednictwem video zapowiedź nowej płyty. 21 stycznia 2013 roku Tede zapowiedział, że premiera albumu nastąpi 22 marca 2013 roku. Zapowiedzianego dnia wyszedł dziesiąty album solowy Elliminati. Album zadebiutował na 2. miejscu polskiej listy przebojów – OLiS i utrzymywał się na niej przez 16 tygodni. Płyta sprzedała się w nakładzie 15 tys. sztuk i 24 kwietnia 2013 roku uzyskała status złotej. Album był najczęściej kupowaną płytą w sieci sklepów Merlin. Album znalazł się na 110. miejscu listy 120 najważniejszych albumów polskiego hip-hopu według serwisu T-Mobile Music. Płyta otrzymała ponadto nominację do Polskiej Rap Płyty Roku 2013 w plebiscycie audycji Polskiego Radia Szczecin – WuDoo oraz branżowego portalu Hip-hop.pl. Album zdobył 1. miejsce w plebiscycie „Najlepszy album roku 2013” według serwisu GlamRap.pl.
3 kwietnia 2013 roku producent rapera, Sir Michu zapowiedział nowy album na 2014 rok. Pierwotnie premiera albumu miała odbyć się 23 maja 2014 roku, jednak decyzją Jacka Granieckiego została przesunięta na dzień 17 maja. Tytuł płyty nawiązuje bezpośrednio do postaci – Kurta Rolsona, bohatera serialu telewizyjnego 07 zgłoś się, w którego wcielał się, wówczas związany z Teatrem Współczesnym, aktor Marcin Troński. Album zadebiutował na 3. miejscu polskiej listy przebojów – OLiS i utrzymywał się na nim przez 19 tygodni. 28 stycznia 2015 roku płyta uzyskała w Polsce status złotej. Płyta otrzymała nominację do nagrody polskiego przemysłu fonograficznego Fryderyka w kategorii Album roku hip-hop. Album znalazł się na 34. miejscu najlepiej sprzedających się albumów 2015 roku oraz zajął 15 miejsce w TOP 20 Muzyka Polska w podsumowaniu listy OLiS 2014. Płyta otrzymała ponadto nominację do Polskiej Rap Płyty Roku 2014 w plebiscycie audycji Polskiego Radia Szczecin – WuDoo oraz branżowego portalu Hip-hop.pl, gdzie uplasowała się na 3. miejscu listy. W 2013 roku otrzymał też diamentową płytę za gościnny występ na płycie Donatana pt. Równonoc, jednak artysta nie przyjął wyróżnienia oddając ją jednej z fanek na koncercie.
15 października 2014 zapowiedział nową płytę. 20 marca 2015 przełożył premierę albumu z maja na czerwiec. Początkowo płyta miała ukazać się jako Vanilla Ice nawiązując do rapera Vanilla Ice, jednak decyzją Tedego została zmieniona do wersji Vanillah Ajs, aż wreszcie – Vanillahajs. Album był umieszczany na listach „Najbardziej wyczekiwanych albumów roku 2015” przez magazyn CGM i portal interia.pl. 18 czerwca 2015 roku ukazał się 12. studyjny album pt. Vanillahajs. Raper odbył trasę koncertową nazwaną Droga zwycięstwa!, odwiedzając m.in. Warszawę, Poznań i Edynburg, podczas których zaprezentował nagrania pochodzące z płyty. Album zadebiutował na 1. miejscu polskiej listy przebojów – OLiS i utrzymywał się na niej przez 20 tygodni. 7 lipca 2015 płyta uzyskała w Polsce status złotej, a 4 listopada 2015 – platynowej, będąc tym samym pierwszą platynową płytą w karierze rapera. Album znalazł się w TOP 10 najlepiej sprzedających się albumów 2015 roku oraz zajął 6 miejsce w TOP 20 Muzyka Polska w podsumowaniu listy OLiS 2015. Album uzyskał nominację do nagrody polskiego przemysłu fonograficznego Fryderyka w kategorii album roku hip-hop. Płyta otrzymała ponadto nominację do Polskiej Rap Płyty Roku 2015 w plebiscycie audycji Polskiego Radia Szczecin – WuDoo oraz branżowego portalu Hip-hop.pl. Materiał uplasował się na 2. miejscu ustępując Kartky’emu z płytą Shadowplay. Album otrzymał również nominację do nagrody Złote Nuty 2015 w kategorii Najlepsza płyta hip-hop. Nagrania zajęły 34. miejsce na liście czterdziestu najczęściej odtwarzanych polskich albumów w serwisie Tidal. Do 25 stycznia 2017 roku sprzedano 60 000 sztuk, tym samym album uzyskał status podwójnej platynowej płyty. W 2016 roku został też nagrodzony statuetką Złotej Felgi za całokształt twórczości w polskim hip-hopie, jednak artysta nie przyjął nagrody oddając ją jednej z fanek na koncercie.

### 2016–2019:Keptn',SkrrrtiNoji?

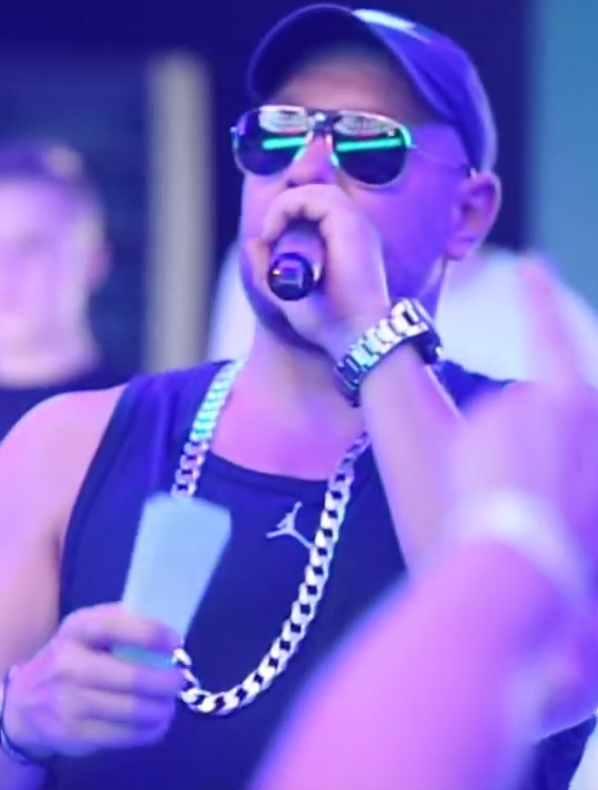
Tede podczas koncertu w Sanoku w 2016 roku

W 2016 wystąpił w programie śniadaniowym Dzień dobry TVN. W lutym wystąpił gościnnie w klipie rapera Malika Montany, gdzie wystąpił na planie wspólnie z jednym z byłych przywódców gangu pruszkowskiego, Andrzejem Banasiakiem ps. Słowik. Tede podczas wywiadu w październiku 2015 związanego z wydawaniem Vanillahajs Edycja Premium potwierdził, że nowa płyta ukaże się w 2016. 18 czerwca wypuścił pierwszy singiel „Keptn'”, wraz z nim teledysk i ogłosił nowy album o takiej samej nazwie, jak też ujawnił okładkę nowego albumu. Premiera albumu została zapowiedziana na jesień 2016. Keptn to fonetyczny zapis angielskiego słowa „captain” (kapitan). 17 października 2016 odbyła się premiera singla „Szpanpan”, Tede promował utwór koszulkami z tytułowym napisem, wyprodukowanymi przez jego własne przedsiębiorstwo PLNY. Tego samego dnia ruszyła przedsprzedaż płyty, a premiera albumu została ogłoszona na 2 grudnia 2016 roku. Album był umieszczony na listach „Najbardziej oczekiwanych albumów 2016” według serwisów Glamrap.pl i newonce.net. 2 grudnia 2016 roku wyszedł jego trzynasty studyjny album pt. Keptn'. Album zadebiutował na 1. miejscu polskiej listy przebojów – OLiS. 14 grudnia 2016 roku album uzyskał w Polsce status złotej płyty sprzedając się w nakładzie 15 tys. egzemplarzy. Album znalazł się na 39. miejscu najlepiej sprzedających się albumów 2016 roku. Płyta zdobyła tytuł „Album roku 2016” w plebiscycie według serwisu GlamRap.pl. Album został wyróżniony tytułem „Polska Płyta Roku 2016” w Plebiscycie WuDoo i Hip-hop.pl. Raper ruszył w trasę koncertową nazwaną Tour_bulencje odwiedzając m.in. Gdańsk, Kraków, Warszawę czy Berlin, podczas których zaprezentował nagrania pochodzące z płyty.
4 grudnia 2016 zagrał koncert w Warszawski klubie Stodoła za wsparciem 24 osobowego zespołu, wydarzenie to nazwano „Poł życia na żywo”. Tede zagrał tam utwory z całej swojej 20-letniej dyskografii zagrane na żywych instrumentach. Artysta oświadczył, że wydarzenie zostanie nagrane oraz wypuszczone do sklepów na DVD i CD jako album koncertowy. Materiał DVD zostanie również wyświetlony w kinach w Polsce. Następnie raper zapowiedział wspólny mixtape z kolegą z wytwórni Ablem. Projekt został zrealizowany w ramach akcji Definitywny Stop Narkotykom.
W kwietniu 2017 wyjechał do Czech wraz z ekipą Wielkie Joł, gdzie zapowiedział, że nagrywa numery na swoją kolejną płytę. 20 kwietnia 2017 roku do kin trafia film, który jest relacją z wydarzenia „Pół życia na żywo”. 21 kwietnia premierę ma jego pierwszy album koncertowy pt. Pół życia na żywo, album zadebiutował na 5. miejscu polskiej listy przebojów – OLiS. Raper w ramach promocji swojej nowej płyty wypuścił serię odcinków w dwóch sezonach pt. Skrrrt TV. 8 maja 2017 roku premierę ma utwór pt. „Rezzi (lata dans)”, zapowiadający nowy album pt. Skrrrt zapowiedziany na 23 czerwca 2017. 24 maja 2017 roku ukazuje się drugi singiel pt. „0000001”, a wraz z nim ruszyła przedsprzedaż nowej płyty. 12 czerwca tego samego roku premierę ma trzeci singiel pt. „#CTZK” z kontrowersyjnym teledyskiem, gdzie raper niszczy buty warte 2000 zł z kolekcji Kanyego Westa. 23 czerwca 2017 roku premierę ma jego czternasty solowy album pt. Skrrrt. Płyta debiutuje na 1. miejscu w notowaniu listy OLiS.
W październiku 2017 zapowiedział, że nowa płyta będzie nosiła tytuł Warszawa Hotel. 31 grudnia 2017 ukazał się pierwszy singiel pt. „Murrrda”, a dzień wcześniej luźny numer pt. „Mamrotrap”. 1 lutego 2018 ukazał się drugi singiel pt. „Guczi Sruczi Look”. 11 kwietnia 2018 roku wypuścił utwór pt. „Hot18banglasz”, który okazał się pierwszym singlem, ponieważ raper zmienił cały koncept i nazwał płytę Noji?.
15 czerwca 2018 roku premierę ma jego piętnasty solowy album pt. Noji?. Płyta zadebiutowała na 2. miejscu w notowaniu listy OLIS.

### 2019–2020:Karmagedon,Stadium X LeciaorazDisco Noir
We wrześniu 2018 zapowiedział nowy album pt. Karmagedon. 27 grudnia 2018 wydał pierwszy singiel z płyty – „Boatever”. Na początku lutego 2019 ogłosił, że dystrybucją albumu zajmie się Asfalt Distro. Kilka dni później premierę miał drugi singiel, „One Star”, w którym gościnnie udzielił się DJ Timon. 9 maja 2019 roku swą premierę ma jego szesnasty solowy album pt. Karmagedon. Płyta zadebiutowała na 1. miejscu w notowaniu listy OLIS.
29 listopada 2019, wyjątkowo nakładem wytwórni Asfalt Records, wydany został specjalny album pt. Stadium X Lecia podsumowujący 10 lat współpracy Tedego z Sir Michem. Album był promowany singlem „Smutna środa”. Po wypuszczeniu teledysku do serwisu YouTube raper poinformował, że utwór ten nie znajdzie się na jego najnowszej płycie. Wydanie albumu Disco Noir poprzedził bonusowy singiel, „Kickdown”, który ujrzał światło dzienne 8 stycznia 2020. Premiera albumu została zaplanowana na czerwiec. 4 czerwca 2020 premierę miał 17. solowy album rapera pt. Disco Noir. Płyta zadebiutowała na 1. miejscu w notowaniu listy OLIS.
Również w 2020 wytwórnia Wielkie Joł po zmianach personalnych powróciła do działania: rozpoczęła publikację zaległych nagrań ze swojego katalogu w serwisach streamingowych, a także wydała reedycję płyt Tedego, które nie były dostępne na rynku od wielu lat. Pierwszym tytułem, który doczekał się reedycji, był Esende Mylffon w rozszerzonej edycji Hałas, który ukazał się 10 kwietnia na CD, a 19 czerwca na trzech płytach winylowych. Nagrania, mimo wielu lat od pierwotnej premiery, dotarły do 2. miejsca notowania OLiS. Przez 48 godzin można było także zakupić limitowaną edycję na kasecie magnetofonowej, której nakład określała liczba kaset zamówionych w przedsprzedaży. Sprzedano 534 kaset, ich premiera planowana jest na 31 lipca 2020.
23 października 2020 na dwóch przezroczystych winylach z czerwonymi plamami, naśladującymi krew, ukazała się płyta Karmagedon XXL, będąca reedycją albumu Karmagedon, zawierającą wszystkie utwory z obu wydań CD. Nagrania zostały poddane masteringowi pod płytę analogową.
27 listopada ukazała się, wzbogacona o wcześniej niepublikowane utwory, reedycja drugiego albumu rapera pt. 3h hajs, hajs, hajs, wydana nakładem wytwórni Wielkie Joł oraz Polski Rap. Sukces sprzedażowy albumu sprawił, że album po niemal 18 latach od premiery, ponownie wrócił na 5. miejsce notowania OLiS oraz uzyskał status platynowej płyty. W tym czasie Maciej Maj, producent wykonawczy Wielkie Joł, poinformował, że wytwórnia odzyskała po wielu latach prawa do płyt Ścieżka dźwiękowa oraz S.P.O.R.T., zapowiadając reedycję tego drugiego na 2021.

## Działalność biznesowa

### Wielkie Joł
Od 2002 Tede prowadzi wytwórnię płytową Wielkie Joł.

### PLNY Textylia
Marka odzieżowa założona przez rapera zajmująca się wytarzaniem produktów takich jak się m.in. koszulki, czapki, spodnie, bielizna, kurtki oraz akcesoria związane z kulturą hip-hopową. Pomysł narodził się w latach 1997–1998, Tede kiedy wpadł na pomysł stworzenia kolekcji ciuchów, które byłyby odpowiednikami tych noszonych przez amerykańskich raperów. Na początku ubrania dostępne były tylko dla założycieli marki. Produkcją na krótko zajęło się deskorolkowe przedsiębiorstwo Cider. Na początku 2006 roku raper połączył siły z Michałem Rejentem, wypuszczając linię PLNY Textylia. Ciuchy można było kupić w skateshopach w całym kraju. Od tego roku marka weszła do oferty strony hola-hola.pl. W 2011 roku otwarto oficjalny pierwszy sklep marki PLNY Stolica w Warszawie przy ul. Chmielnej 24. Od 2009 w ofertę sklepu weszła oddzielna marka pod nazwą PLNY LALA. Jest to damska kolekcja projektowana przez Elisę Minetti. W 2015 roku otwarto drugi sklep marki we Wrocławiu przy ul. Leszczyńskiego 5. Graniecki jest ponadto współwłaścicielem przedsiębiorstwa odzieżowego Trykot TDK Sp. z o.o.

### Kariera aktorska
W 2001 miał krótki epizod aktorski w filmach Joanny Rechnio Mówią bloki człowieku i Mówią bloki człowieku 2 oraz w filmie Blokersi w reżyserii Sylwestra Latkowskiego. W 2005 dubbingował postać „Muchy Bzyk” w animowanym filmie Zebra z klasą, a także wystąpił również w 38. odcinku serialu Kryminalni, w którym zagrał samego siebie. W 2006 zagrał niewielką rolę w filmie Francuski numer. W 2007 dubbingował postać „Michelangelo” w animowanym filmie Wojownicze Żółwie Ninja. W 2009 wystąpił również w odcinku serialu Niania, w którym zagrał postać Igora. W 2011 rozpoczął współpracę ze stacją telewizyjną TVN, występując w roli Roberta w serialu Wszyscy kochają Romana. W 2014 wystąpił w filmie dokumentalnym Pionierzy stylu – Włodi.

## Życie prywatne
Ojcem Tede jest Maciej Graniecki, urzędnik państwowy od 1974 do 2017 roku.
W 2006 roku plotkarskie media poinformowały, że raper regularnie spotyka się z Weroniką Rosati. Ich związek trwał zaledwie kilka miesięcy, po czym Tede w wywiadzie dla gazety „Fakt” przyznał, że rozstał się z aktorką z powodu różniącego ich podejścia do życia. Raper w 2009 roku na płycie Note2, w utworze „Mamma mija” rapował, że cieszy się z zakończenia związku z Weroniką. W trakcie wizyty w programie „Żądło” na kanale TVN Style, również wypowiedział się negatywnie o aktorce. Następnie artysta związany był z aktorką Magdaleną Schejbal, jednak rozstali się tuż po tym, jak o ich związku napisano w mediach. Magdalena Schejbal w wywiadzie dla dwutygodnika „Gala” poinformowała, że przyczyną rozstania było to, iż Tede nie mógł żyć z gwiazdą. W 2009 roku raper miał krótki romans z dziennikarką Dorotą Gardias. W 2011 roku Jacek związał się z piosenkarką Magdaleną Ciećką. Związek rozpadł się parę miesięcy później, następnie piosenkarka kilka razy wypowiadała się negatywnie na temat rapera. Następnie Tede związał się piosenkarką Agatą „Setką” Sieradzką, z którą nagrał razem kilka utworów. W 2015 roku w utworze „Wunder-Baum” raper poinformował, że nie jest już z piosenkarką, ale są w dobrych relacjach.

## Dyskografia
Albumy studyjne
- S.P.O.R.T. (2001)
- 3H hajs, hajs, hajs (2003)
- Notes (2004)
- Esende Mylffon (2006)
- Ścieżka dźwiękowa (2008)
- Note2 (2009)
- FuckTede/Glam Rap (2010)
- Notes 3D (2010)
- Mefistotedes (2012)
- Odkupienie (2012)
- Paffistotedes (album remiksowy; oraz P.A.F.F.) (2013)
- Elliminati (oraz Sir Michu) (2013)
- Elliminaticket (oraz Sir Michu) (2013)
- Kurt_rolson (oraz Sir Michu) (2014)
- Kurort_rolson (oraz Sir Michu) (2014)
- Vanillahajs (oraz Sir Michu) (2015)
- Keptn' (oraz Sir Michu) (2016)
- Skrrrt (oraz Sir Michu) (2017)
- Noji? (oraz Sir Michu) (2018)
- Karmagedon (oraz Sir Michu) (2019)
- Disco Noir (oraz Sir Michu) (2020)
- Ka$ablanca (oraz Sir Michu) (2021)
- ESPEOERTE 0121 (2021)
- 3H Hajp Hajs Hejt (2023)
- Fiodor i Borys (oraz Borixon) (2023)
- Vox Veritatis (2025)

## Trasy koncertowe

### Solowe
- Król jest tylko jeden (2006)[199]
- Esende Mylffon Kurortour (2006)[200]
- Elliminatour (2013)[201]
- #tour_rolson (2014)[202]
- Droga Zwycięstwa (2015)[203][204]
- Kurortour 2015 (2015)[205]
- Tour_bulencje (2016)[206]
- TouRRRne (2017)[207]
- #nojitour (2018–2019)[208]
- #JŁT (2019–2020)[209]
- #noir_tour (2020–2021)[210]
- Tra$ablanca (2021)[211]

### Współpraca
- Potwierdzone_info Tour (oraz Diox) (2013)[212]

## Filmografia

### Filmy
| Rok  | Tytuł                   | Reżyseria           | Rola                   | Źródło  |
| ---- | ----------------------- | ------------------- | ---------------------- | ------- |
| 2000 | Mówią bloki człowieku   | Joanna Rechnio      | jako on sam            | [ 183 ] |
| 2001 | Blokersi                | Sylwester Latkowski | jako on sam            | [ 184 ] |
| 2001 | Mówią bloki człowieku 2 | Joanna Rechnio      | jako on sam            | [ 183 ] |
| 2005 | Zebra z klasą           | Frederik Du Chau    | Mucha Bzyk (dubbing)   | [ 213 ] |
| 2005 | Kryminalni              | Piotr Wereśniak     | jako on sam            | [ 184 ] |
| 2006 | Francuski numer         | Robert Wichrowski   | jako on sam            | [ 184 ] |
| 2007 | Wojownicze Żółwie Ninja | Kevin Munroe        | Michelangelo (dubbing) | [ 184 ] |
| 2009 | Niania                  | Jerzy Bogajewicz    | jako Igor              | [ 184 ] |
| 2011 | Wszyscy kochają Romana  | Jerzy Bogajewicz    | jako Robert            | [ 184 ] |
| 2014 | Pionierzy stylu – Włodi | Michał Kowal        | jako on sam            | [ 214 ] |
| 2017 | Pół życia na żywo       | Marcin Pietkiewicz  | jako on sam            | [ 155 ] |
| 2017 | Kropla prawdy           | Duet Konqubinat     | jako on sam            | [ 215 ] |

### Telewizja
| Rok  | Tytuł           | Reżyseria       | Rola        | Źródło  |
| ---- | --------------- | --------------- | ----------- | ------- |
| 2004 | Bezele          | Jacek Graniecki | jako on sam | [ 5 ]   |
| 2006 | Parszywa 13     | Jacek Graniecki | jako on sam | [ 49 ]  |
| 2007 | Operacja tuning | Jacek Graniecki | jako on sam | [ 57 ]  |
| 2008 | Fabryka gwiazd  | Maciej Rock     | jako on sam | [ 216 ] |